# Юридическая практика (газета)
«Юридическая практика» — еженедельная украинская юридическая газета, издаваемая ЗАО «Юридическая практика».

## История
Первое профессиональное периодическое издание для юристов на Украине.
Основана киевскими адвокатами Сергеем Конновым и Сергеем Созановским. Первый номер вышел в свет 15 марта 1995 года.
Первым редактором «Юридической практики» был Сергей Коннов (в 1995 году), затем редакцию газеты возглавляла Светлана Максимова (до 2002 года), которую на этом посту сменил Юрий Забара. С 6 июня 2011 года шеф-редактором газеты "Юридическая практика" является Рустам Колесник.

## Настоящее время
Газета пользуется большой популярностью среди украинских юристов, хотя и вызывает немало критики. Одним из ключевых редакционных проектов является рейтинг «50 ведущих юридических фирм Украины», служащий объектом многочисленных споров, но, тем не менее, ежегодно ожидаемый на украинском юридическом рынке.
С приходом в июне 2011 года нового шеф-редактора Рустама Колесника газета "Юридическая практика" претерпела значительные творческие изменения, были добавлены новые рубрики, а также увеличен объем издания.
- Шеф-редактор газеты «Юридическая практика» — Рустам Колесник (с 2011 года).
- Тираж газеты — 5000 экз. на 2011 год.